# Dilek Zaptçıoğlu
Dilek Zaptçıoğlu (* 1960 in Istanbul, Türkei) ist eine türkisch-deutsche Journalistin und Schriftstellerin. Ihr erster Roman Der Mond isst die Sterne auf (1998) wurde unter anderem 1999 mit dem Gustav-Heinemann-Friedenspreis für Kinder- und Jugendbücher ausgezeichnet.

## Leben
Nach dem Studium der Geschichtswissenschaften und Politik in Istanbul und Göttingen ist die Kapitänstochter zunächst Chefredakteurin der Zeitschrift Bizim Almanca (dt.: Unser Deutsch). Zwischen 1988 und 1998 arbeitete Zaptçıoğlu als Deutschlandkorrespondentin für die türkischen Tageszeitungen Cumhuriyet und Yeni Yüzyıl sowie als freie Journalistin für diverse deutschsprachige Zeitungen wie den Tagesspiegel, die taz und Die Woche. Seit 1999 arbeitet sie von Istanbul aus als freie Journalistin und Korrespondentin für deutsche Medien, unter anderem den WDR, die Financial Times Deutschland und Spiegel Online. Ihre Artikel und Essays erscheinen in Zeitschriften wie Blätter für deutsche und internationale Politik, Geo, Emma und Webseiten wie Qantara.de.
Nach ihrem mehrfach preisgekrönten Erstling Der Mond isst Sterne auf von 1998, einem Jugendroman mit dem Schauplatz Berlin, erzählt sie 2002 Die Geschichte des Islam. Diese Buchveröffentlichung erhält eine Empfehlung der katholischen Bischofskonferenz und wird ins Spanische und Koreanische übersetzt.
Außerdem arbeitet Zaptçıoğlu als Übersetzerin zwischen Türkisch und Deutsch. Ihre erste literarische Übersetzung war Hermann Kestens Die Kinder von Guernica ins Türkische (1982). Es folgten Sachbücher und Biografien, u. a. von Olof Palme und Henri Toulouse-Lautrec. 1996 übersetzte sie Jakob Arjounis Kayankaya-Romane ins Türkische und zahlreiche Sachbücher über bildende Künste u. a. 2009 erschien ihre türkische Übersetzung des sozialanthropologischen Essays Die Zeiten des Schreckens des Göttinger Soziologen Wolfgang Sofsky bei dem Istanbuler İletişim-Verlag, unterstützt durch die Fischer-Stiftung. Mitfinanziert wurde ihre Übersetzung der Biografie des türkischen Staatsgründers Mustafa Kemal Atatürk von Klaus Kreiser durch das Istanbuler Goethe-Institut (ebenfalls İletişim, Istanbul 2010). Es folgte die Übersetzung des Romans Die Heimsuchung von Jenny Erpenbeck ins Türkische. 2015 erschien ihr Essayband Yeterince Otantik Değilsiniz Padişahım. Modernlik, Dindarlık ve Özgürlük (Der authentische Sultan. Über Moderne, Religiosität und Freiheit) beim İletişim-Verlag in Istanbul. 2016 erschien ihre türkische Übersetzung der philosophischen Abhandlung Topologie der Gewalt von Byung-Chul Han.
2005 erscheinen ihre Gedanken zu Türken und Deutschen bei Brandes & Apsel in Buchform. Im selben Jahr folgt Das Kreuz mit den Werten, das Zaptçıoğlu zusammen mit ihrem Ehemann Jürgen Gottschlich geschrieben hat, der seit 1998 als Türkeikorrespondent für die taz tätig ist.

## Werke (Auswahl)
- Der Mond isst die Sterne auf. Stuttgart : Thienemann, 1998 ISBN 978-3-570-30307-8.
- Die Geschichte des Islam. Campus-Verlag, Frankfurt/Main 2002.
- Türken und Deutsche: Nachdenken über eine Freundschaft. Brandes & Apsel, Frankfurt/Main 2005.
- (Co-Autor: Jürgen Gottschlich) Das Kreuz mit den Werten. Edition Körber-Stiftung, Hamburg 2005.
- Der Stadtführer ISTANBUL. Merian, 2008.
- Yeterince Otantik Değilsiniz Padişahım. Modernlik, Dindarlık ve Özgürlük. İletişim Yayınları, İstanbul 2015
- mit Jürgen Gottschlich: Die Schatzjäger des Kaisers – Deutsche Archäologen auf Beutezug im Orient. Links, Berlin 2021, ISBN 978-3-96289-126-8.